# Буревісник тристанський
Буревісник тристанський (Procellaria conspicillata) — морський птах родини буревісникових (Procellariidae).

## Поширення
Мешкає у відкритому морі на півдні Атлантичного океану. Його ареал простягається від південної Бразилії на заході до Південної Африки на сході. Гніздиться лише на острові Неприступний в архіпелазі Тристан-да-Кунья. Чисельність популяції коливається від 31 000 до 45 000 птахів.

## Опис
Великий буревісник, приблизно 55 см завдовжки, переважно чорного забарвлення. Він має білі смуги навколо очей. Дзьоб жовтуватий з чорними плямами; ноги чорні.